# CR320 (Luxemburg)
De CR320 (Chemin Repris 320) is een verkeersroute in Luxemburg tussen Unterschlinder (N27) en Stolzembourg (N10). De route heeft een lengte van ongeveer 13 kilometer.

## Verloop route
De CR320 begint aan de N27 bij de rivier de Sûre en gaat vervolgens richting het noorden richting Hoscheid. Tussen Unterschlinder en Markenbach stijgt de route gemiddeld met 6,1%. Hierdoor bevinden zich enkele haarspeldbochten in de route. In Unterschlinder ligt tevens het laagste punt van de route met op 226 meter boven zeeniveau. Na Markenbach stijgt de route nog lichtjes tot in Hoscheid waar de route op 480 meter boven zeeniveau ligt. Na Hoscheid gaat de route richting het oosten onder de N7 door. De route daalt lichtjes en na een brug over een beek stijgt de route naar het hoogste punt van de route (488 meter boven zeeniveau) in de plaats Merscheid. Vanaf de plaats Weiler daalt de route met gemiddeld 8,4% tot een hoogte van 228 meter boven zeeniveau in Stolzembourg, waar de route vlak bij de rivier de Our eindigt.

## Plaatsen langs de CR320
- Unterschlinder
- Markenbach
- Hoscheid
- Merscheid
- Weiler
- Putscheid
- Stolzembourg

## CR320a
De CR320a is een verbindingsweg tussen Merscheid en de omgeving van Landscheid. De ongeveer 4,4 kilometer lange route verbindt de CR320 met de CR353 via  Gralingen.

## CR320c
De CR320c is een verbindingsweg in Hoscheid. De ongeveer 950 meter lange route verbindt de CR320 in Hoscheid met de N7 in noordelijke richting.

## CR320b en CR320d
De CR320b en CR320d zijn verbindingswegen bij Markenbach. Ze verbinden gezamenlijk de N7 uit zuidelijke richting en de CR320 met elkaar en met een militair schietterrein. De CR320d bestaat uit drie delen: een toerit naar de N7 toe aan de westelijke zijde van de N7, een afrit van de N7 aan de oostelijke zijde (beide wegen zijn maar in één richting te berijden) en een gezamenlijke route vanaf de afrit naar een militair schietterrein. De CR320b vormt een verbinding tussen de gezamenlijke route en de CR320. De CR320b heeft een lengte van ongeveer 290 meter.
De CR320d bestaat uit respectievelijk 180, 300 en 800 meter.
CR101 ·
CR102 ·
CR103 ·
CR104 ·
CR105 ·
CR106 ·
CR107 ·
CR108 ·
CR109 ·
CR110 ·
CR111 ·
CR112 ·
CR113 ·
CR114 ·
CR115 ·
CR116 ·
CR117 ·
CR118 ·
CR119 ·
CR120 ·
CR121 ·
CR122 ·
CR123 ·
CR124 ·
CR125 ·
CR126 ·
CR127 ·
CR128 ·
CR129 ·
CR130 ·
CR131 ·
CR132 ·
CR133 ·
CR134 ·
CR135 ·
CR136 ·
CR137 ·
CR138 ·
CR139 ·
CR140 ·
CR141 ·
CR142 ·
CR143 ·
CR144 ·
CR145 ·
CR146 ·
CR147 ·
CR148 ·
CR149 ·
CR150 ·
CR151 ·
CR152 ·
CR153 ·
CR154 ·
CR155 ·
CR156 ·
CR157 ·
CR158 ·
CR159 ·
CR160 ·
CR161 ·
CR162 ·
CR163 ·
CR164 ·
CR165 ·
CR166 ·
CR167 ·
CR168 ·
CR169 ·
CR170 ·
CR171 ·
CR172 ·
CR173 ·
CR174 ·
CR175 ·
CR176 ·
CR177 ·
CR178 ·
CR179 ·
CR180 ·
CR181 ·
CR182 ·
CR183 ·
CR184 ·
CR185 ·
CR186 ·
CR187 ·
CR188 ·
CR189 ·
CR190
CR200 ·
CR201 ·
CR202 ·
CR203 ·
CR204 ·
CR205 ·
CR206 ·
CR207 ·
CR208 ·
CR210 ·
CR211 ·
CR212 ·
CR213 ·
CR215 ·
CR216 ·
CR217 ·
CR218 ·
CR219 ·
CR220 ·
CR221 ·
CR222 ·
CR223 ·
CR224 ·
CR225 ·
CR226 ·
CR227 ·
CR228 ·
CR229 ·
CR230 ·
CR231 ·
CR232 ·
CR233 ·
CR234
CR301 ·
CR302 ·
CR303 ·
CR304 ·
CR305 ·
CR306 ·
CR307 ·
CR308 ·
CR309 ·
CR310 ·
CR311 ·
CR312 ·
CR313 ·
CR314 ·
CR315 ·
CR316 ·
CR317 ·
CR318 ·
CR319 ·
CR320 ·
CR321 ·
CR322 ·
CR323 ·
CR324 ·
CR325 ·
CR326 ·
CR327 ·
CR328 ·
CR329 ·
CR330 ·
CR331 ·
CR332 ·
CR333 ·
CR334 ·
CR335 ·
CR336 ·
CR337 ·
CR338 ·
CR339 ·
CR340 ·
CR341 ·
CR342 ·
CR343 ·
CR344 ·
CR345 ·
CR346 ·
CR347 ·
CR348 ·
CR349 ·
CR350 ·
CR351 ·
CR352 ·
CR353 ·
CR354 ·
CR355 ·
CR356 ·
CR357 ·
CR358 ·
CR359 ·
CR360 ·
CR361 ·
CR362 ·
CR364 ·
CR365 ·
CR366 ·
CR367 ·
CR368 ·
CR369 ·
CR370 ·
CR371 ·
CR372 ·
CR373 ·
CR374 ·
CR375 ·
CR376 ·
CR377 ·
CR378 ·
CR379
Routes die cursief vermeld staan, zijn voormalige routes.